# Indigofera byobiensis
Indigofera byobiensis är en ärtväxtart som beskrevs av Takahide Hosokawa. Indigofera byobiensis ingår i släktet indigosläktet, och familjen ärtväxter. Inga underarter finns listade i Catalogue of Life.